# 南町 (千葉市)
南町（みなみちょう）は、千葉県千葉市中央区の地名。現行行政地名は南町一丁目から三丁目。住居表示施行地域。郵便番号は260-0842。

## 地理
蘇我駅の東側に広がる地域。町域の西側にJR外房線が南北に通じ、線路を境に今井に接する。町域の北は末広、東は宮崎および白旗、南東は鵜の森町にそれぞれ接し、南は線路を境に若草に接している。
また、この地域の町会は一丁目と二丁目は南町共栄会、三丁目は南町三丁目町会となっている。

## 世帯数と人口
2017年（平成29年）9月30日現在の世帯数と人口は以下の通りである。
| 丁目       | 世帯数    | 人口    |
| ---------- | --------- | ------- |
| 南町一丁目 | 582世帯   | 1,483人 |
| 南町二丁目 | 1,066世帯 | 2,056人 |
| 南町三丁目 | 956世帯   | 1,738人 |
| 計         | 2,604世帯 | 5,277人 |

## 小・中学校の学区
市立小・中学校に通う場合、学区は以下の通りとなる。
| 丁目       | 番地     | 小学校             | 中学校             | 備考                                                         |
| ---------- | -------- | ------------------ | ------------------ | ------------------------------------------------------------ |
| 南町一丁目 | 全域     | 千葉市立宮崎小学校 | 千葉市立蘇我中学校 |                                                              |
| 南町二丁目 | 全域     | 千葉市立宮崎小学校 | 千葉市立蘇我中学校 |                                                              |
| 南町三丁目 | 11〜12番 | 千葉市立蘇我小学校 | 千葉市立蘇我中学校 |                                                              |
| 南町三丁目 | その他   | 千葉市立宮崎小学校 | 千葉市立蘇我中学校 | 21－1～4、21－10のみ千葉市立大森小学校への学区外通学承認地域 |

## 施設
- JFE健康保険組合川鉄千葉病院
- JFE体育館
- ハローワーク千葉南
- 川鉄千葉病院看護専門学校
- 上野法科ビジネス専門学校
- 千葉県海苔問屋協同組合のり会館
- 千葉市営南町団地
- 千葉県水道局千葉水道事務所